# Ove Fich
Ove Fich (født 16. marts 1949 i Odense, død 20. februar 2012) var en dansk atomfysiker, forfatter og politiker, der var medlem af Europa-Parlamentet fra 1979 til 1989, af Folketinget fra 1990 til 1999 og af regionsrådet i Region Sjælland fra 2005 til 2009, valgt for Socialdemokraterne.
Fich blev student fra Horsens Statsskole i 1968 og blev cand.scient. i teoretisk kernefysik fra Aarhus Universitet i 1974. Han var efterfølgende ansat som forsker samme sted og kom senere til Centre Européen de Recherche Nucléaire i Genève, hvor han var til han i 1977 blev valgt til generalsekretær i IUSY, verdensorganisationen af socialdemokrater. Det blev begyndelsen på hans politiske karriere.
Ved valget til Europa-Parlamentet i 1979 blev han stedfortræder for Socialdemokratiet og indtrådte i parlamentet i stedet for Kjeld Olesen da Olesen blev udenrigsminister i oktober 1979. Han blev genvalgt i 1984. I 1990 blev han medlem af Folketinget for Socialdemokraterne i Roskilde Amtskreds og var blandt andet formand for Folketingets Europaudvalg. Han forlod Folketinget 27. januar 1999 efter at han aftenen forinden var blevet taget for spirituskørsel. Han fortalte efterfølgende åbent om sit alkoholmisbrug og gik i behandling, men uden succes. 
Fich fungerede fra 1999 som freelancekonsulent og foredragsholder, ligesom han var tilknyttet Roskilde Højskole og Sorø Akademi, hvor han underviste i fysik. Fra 2005 til 2009 var han desuden medlem af regionsrådet i Region Sjælland for Socialdemokraterne. Han genopstillede ikke ved valget i 2009.
Han har bl.a. udgivet bogen Europa-parlamentet - før, nu og i fremtiden. 